# Kanton Moyen-Adour
Moyen-Adour (offizielle Schreibweise: Moyen Adour) ist seit 2015 ein französischer Wahlkreis im Arrondissement Tarbes, im Département Hautes-Pyrénées und in der Region Okzitanien; sein Bureau centralisateur befindet sich in Barbazan-Debat.

## Geschichte
Der Kanton entstand bei der Neueinteilung der französischen Kantone im Jahr 2015. Seine Gemeinden kommen aus den ehemaligen Kantonen Séméac (9 der 10 Gemeinden) und Laloubère (6 der 8 Gemeinden).

## Lage
Der Kanton liegt im Zentrum des Départements Hautes-Pyrénées.

## Gemeinden
Der Kanton besteht aus 15 Gemeinden mit insgesamt 15.036 Einwohnern (Stand: 1. Januar 2022) auf einer Gesamtfläche von 71,36 km²:
| Gemeinde           | Einwohner 1. Januar 2022 | Fläche km² | Dichte Einw./km² | Code INSEE | Postleitzahl |
| ------------------ | ------------------------ | ---------- | ---------------- | ---------- | ------------ |
| Allier             | 441                      | 3,69       | 120              | 65005      | 65360        |
| Angos              | 227                      | 2,98       | 76               | 65010      | 65690        |
| Arcizac-Adour      | 600                      | 5,10       | 118              | 65019      | 65360        |
| Barbazan-Debat     | 3.495                    | 9,78       | 357              | 65062      | 65690        |
| Bernac-Debat       | 739                      | 3,90       | 189              | 65083      | 65360        |
| Bernac-Dessus      | 283                      | 4,60       | 62               | 65084      | 65360        |
| Horgues            | 1.201                    | 4,49       | 267              | 65223      | 65310        |
| Laloubère          | 1.858                    | 4,05       | 459              | 65251      | 65310        |
| Momères            | 731                      | 2,34       | 312              | 65313      | 65360        |
| Montignac          | 136                      | 1,07       | 127              | 65321      | 65690        |
| Odos               | 3.291                    | 8,77       | 375              | 65331      | 65310        |
| Saint-Martin       | 437                      | 8,08       | 54               | 65392      | 65360        |
| Salles-Adour       | 568                      | 2,48       | 229              | 65401      | 65360        |
| Sarrouilles        | 541                      | 4,21       | 129              | 65410      | 65600        |
| Vielle-Adour       | 488                      | 5,82       | 84               | 65464      | 65360        |
| Kanton Moyen-Adour | 15.036                   | 71,36      | 211              | 6507       | –            |

## Politik
Im 1. Wahlgang am 22. März 2015 erreichte keines der vier Kandidatenpaare die absolute Mehrheit. Bei der Stichwahl am 29. März 2015 gewann das Gespann Isabelle Loubradou (DVG)/Jean-Christian Pédeboy (PRG) gegen Pascale Aubard/Jean-Michel Segnere (beide Union de la Droite) mit einem Stimmenanteil von 54,02 % (Wahlbeteiligung: 57,43 %).
| Vertreter im Departementrat des Départements | Vertreter im Departementrat des Départements | Vertreter im Departementrat des Départements |
| Amtszeit                                     | Name                                         | Partei                                       |
| -------------------------------------------- | -------------------------------------------- | -------------------------------------------- |
| 2015–                                        | Isabelle Loubradou Jean-Christian Pédeboy    | DVG PRG                                      |